# Komínová vložka

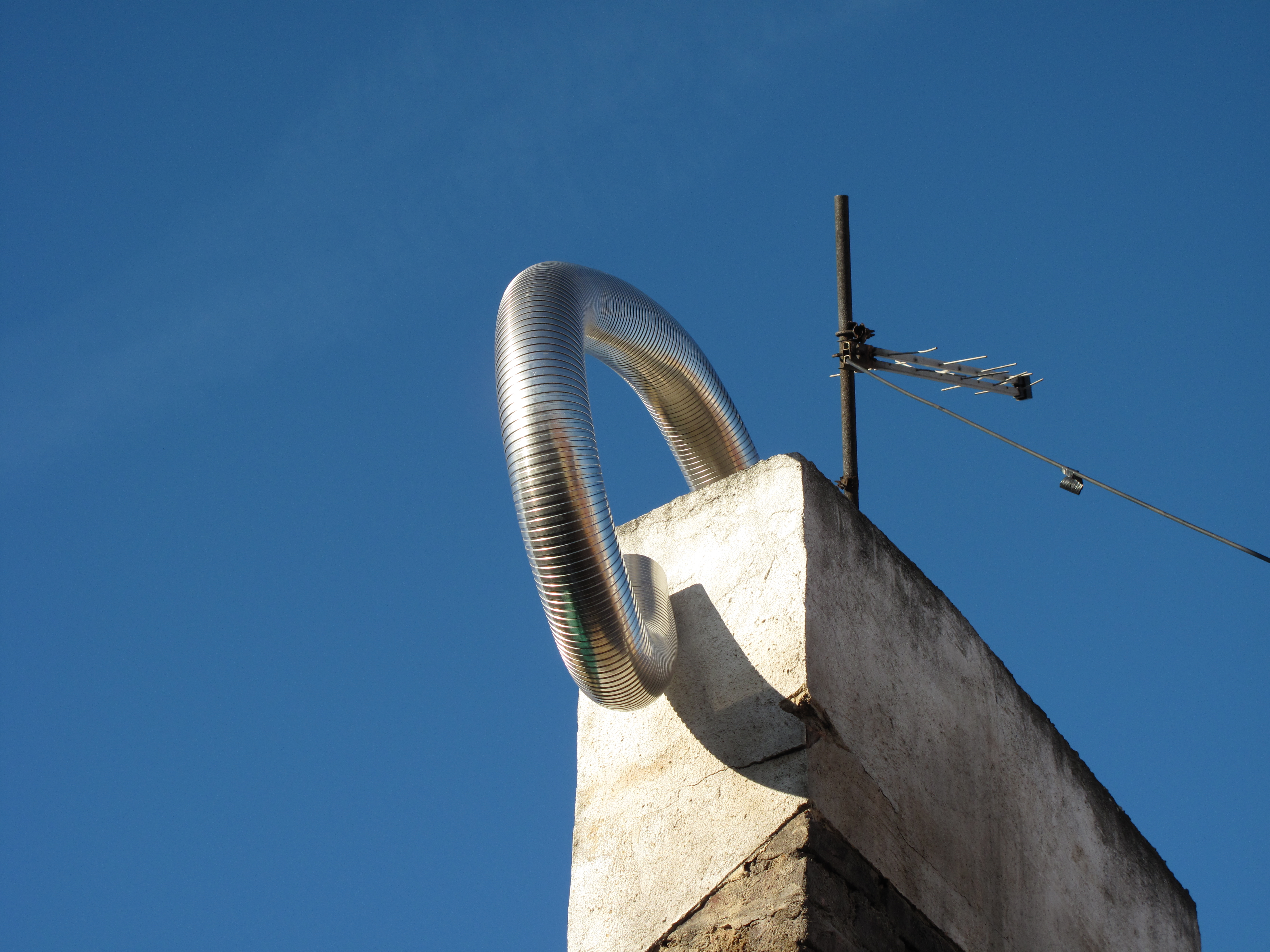
Kovová vložka trčící z komína

Komínová vložka je plastová, nebo kovová trubice zastrčená do komína. 

## Osazení vložky
Vložka se osazuje do komína seshora postupným nasouváním. Pokud je komínový průzev úzký, tak se komín tzv. frézuje. Vložka komínová se v místě umístění spotřebiče spojí s kovovým sopouchem. Pod tímto úsekem se komín podřízne vložením plechu. Na jeho dno se dává nádoba na steklou vodu, nebo se vyvádí trubička ven, kterou teče voda. Někdy se nad vložku dává i cylindr, aby do komína nezatékalo.